# Percy Lake (militär)

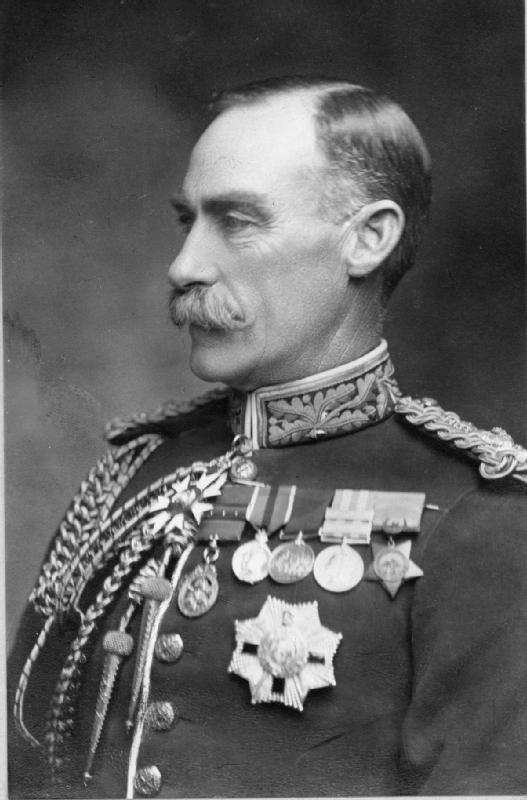
Percy Lake.

Percy Henry Noel Lake, född den 29 juni 1855 i Preston, Lancashire, död den 17 november 1940 i Victoria, British Columbia, var en engelsk militär.
Lake blev officer vid infanteriet 1873, deltog i krigen i Afghanistan 1878–1879 och Sudan 1885, blev generalstabsofficer 1887 och innehade sedan generalstabsbefattningar i Kanada och moderlandet. Han blev 1911 generallöjtnant och samma år chef för 7:e indiska fördelningen. Åren 1912–1915 var han generalstabschef vid indiska armén. Under första världskriget förde Lake januari–augusti 1916 högsta befälet över de brittiska trupperna i Mesopotamien. År 1920 erhöll han avsked. Lake blev Knight 1908. 